# Gardenia obtusifolia
Gardenia obtusifolia är en måreväxtart som beskrevs av William Roxburgh och Joseph Dalton Hooker. Gardenia obtusifolia ingår i släktet Gardenia och familjen måreväxter. Inga underarter finns listade i Catalogue of Life.